# 普里利夫希纳
50°14′25″N 34°30′50″E / 50.24028°N 34.51389°E
普里利夫希纳（烏克蘭語：Прилівщина），2024年9月前名为佩爾紹特拉夫内韋（烏克蘭語：Першотравневе），是烏克蘭的村落，位於該國中部波爾塔瓦州，由波爾塔瓦區济尼基夫市镇負責管轄，處於赫倫河右岸，距離赫拉帕奇夫亞爾、基洛奇基和斯維奇卡里夫希納1公里，面積1.51平方公里，海拔高度180米，2001年人口297。
2024年9月19日，乌克兰最高拉达将此村的名字改为普里利夫希纳。